# حرودة (رواية)
حرودة عنوان لراوية من تأليف الكاتب الفرنكوفوني المغربي الطاهر بن جلون نُشرت سنة 1973 باللغة الفرنسية. وتُرجمت إلى العربية سنة 2007 من طرف رشيد بنحدو. وصدرت الطبعة الأولى عن دار النشر المركز الثقافي العربي.
شكلت رواية «حرودة» نقطة انطلاق إبداع بن جلون، كما شكلت بداية إعلان ثورته ضد الطابوهات، فقد كشف بها المستور من خبايا عالم المرأة وتمرد على العادات والتقاليد التي يفرضها هذا الوسط، كان ذلك غريبا على القارئ وهو يرى الكلمات تلتهم كل ناحية من جسد المرأة في فترة السبعينات.

## المحتويات
- فاس: قراءة في الجسد
- حوار مع أمي
- الجمعة الرماد ......
- طنجة  - الخيانة
- مقاطع صوتية مقنعة[2]

## الشخصيات الرئيسية
حرودة:  هي الشخصية الرئيسية في الرواية ، يقول كاتب الرواية : "حرودة الساحرة، حرودة - خليلة - الشيطان، التي ما انفك شبحها يحوم حولنا".، حيث تمثل صورة الجسد المستباح، و التي تغير طباعها في شهر رمضان و ممارستها للرذائل.

## موضوع الرواية
من يجرؤ على الحديث عن هذه المرأة؟ لا تظهر حرودة إلا نهاراً، وفي المساء تختفي في ركن ما، بعيداً عن المدينة، بعيداً عن أعيننا. تجدد العهد مع الغول، ثم تمنحه ذاتها... كل ذاتها... ولا حشرجة تصدر عن الغول. نبقى مقتنعين بأنها تفلت منه في منتصف الليل لترتاد سطوح المنازل. تحرس نومنا. ترعى أحلامنا. خوفنا من ملاقاتها منفردة يتحكم في رغباتنا المتبادلة. ...تلتفت نحونا، وعلى شفتيها ابتسامة متواطئة. تغمز، تضغط بيديها على نهديها، وتدعونا لنشرب الحكمة، أكثرنا جنوناً هو كذلك أكثرنا جسارة. لكن الفرجة غير ذلك! إنها حسن ترفع فستانها! لا نكاد نصدق المنظر حتى ينسدل الستار. أما البقية، فتتحقق في ليالينا المؤرقة
«حرودة».. هي فلسفة روائية أو قل رواية فلسفية نسجتها لحظات غياب عن الزمان... عن المكان.. ليستحضر الروائي الزمان والمكان في لحظاتهما التاريخية. شخصيات تاريخية.. وأحياناً أسطورية وفي كثير من الأحيان هي رمزية تبرز على ساحة الأحداث وتكون للكاتب بمثابة أداة تساعده على صياغة أفكاره التي هي محض نقد اجتماعي سياسي أو قل ما شئت لمجتمع اقتحم الروائي حرماته وممنوعاته ومسموحاته وغاص في تقاليده ومضى بعيداً في أزمانه.
وأن أكثر ما يوحي بارتقاء الكاتب على مدارج الفن الروائي هو تلك المناخات التي تشعر القارئ بأنه أمام نص بالإمكان قراءته عند بعض المنعطفات على أنه نص لشعر نثري أراده الكاتب هكذا ليكون أكثر تعبيراً وأكثر فلسفة لفكر نقدي في قالب روائي.

## نقد الرواية
اتخذت الرواية من الجسد مادة لها باعتباره لغة اتصال مع العالم الخارجي لإبراز كيف أن التقاليد اختزلت نظرتها للمراة من خلال جسدها ، لكن يرى البعض أن الكاتب بالغ في الوصف المباشر لجسد المرأة و تحدث عنها بلغة جنسية أحيانا فاضحة و بذيئة ، لدرجة تحس معها إما أن الكاتب في طفولته مر بأحداث ووقائع اجتماعية ونفسية داخل الأسرة أو خارجها، كانت سببا في الثورة على القيم الخلقية والتقاليد والأعراف، أو أنه بعد اطلاعه على الأدب الفرنسي المكشوف والخليع استهواه ووقع في أسره فنحا نحوه، أو للسببين معا.
كما  تعرض الكاتب لمجموعة من المواضيع إضافة إلى معاناة المرأة  عموما ، وهي  معاناة الطبقة العاملة مثل تصويره لمعاناة حرفيي فاس. كما صور مقاومة الريف و صمودها في وجه الاستعمار الاسباني .

## اقتباسات
قرأت خفايا صمت في سرّ أم كان القدر هاجسها. وعوض أن تكلمنا كانت تحملنا على ظهرها وتلهج بحب الله. أما الكلام فأوانه فيما بعد.
ولم يهجر فاس أولئك الذين يحبونها بصدق: الحرفيون. شعب غير مختار وفي لجاذبية الألوان في الطين يتمرغ، وبيديه ينحت الصخرة.
أحياناً تعود الرياح لتنكا جرحنا نسيت طنجة طارقا تولي ظهرها للصخرة التي تخلد اسمه اليوم تلفظ لنا هذه الأرض رفاتات نبيعها لشعراء بله وعرافين، شعراء سكنوا رياءنا على جنبات الزمن، شعراء يبحثون عبر دخان الكيف عن نصوص أخرى يقرأونها وعن صور أخرى يرونها.
عبد الكريم الخطابي! كان هوشي منه يقول عنه: «إنه الثائر الرائد!».
نكرر ما أثبته الآخرون أن ألفونس الثالث عشر لم يرفع رأسه أبداً بعد الهزائم الدامية التي تكبدتها جيوشه على يد الأمير. فيا أنوال ويا جبل أروي! يا مغايرة الوحل والدم التي فصلتنا عن إسبانيا!
بدون شك ولا جدل، كانت اللغة دائماً مرادفة للقوة. أن تتكلم يعني أن تمارس إرادة السلطة فلا أهمية ولا أمن في فضاء الكلام. رولان بارت.
إن الصمت يعتبر موقفاً في سياق يكون فيه الكلام ممارسة عادية. لكن الصمت يفقد خصوصيته ودلالته في سياق آخر حيث ينتفي حق الكلام.

كانت النساء يتواردن علي في أوضاع مضحكة لتعزيتي، فلا أنظر إليهن، مغتاظة من حضورهن ورسمياتهن. كنت أخجل من كون علامات الحزن أكثر تجلياً على وجوههن من وجهي أخجل من كوني عاجزة عن أداء دوري كأرملة حتى النهاية. أخجل من كوني أرملة شيخ وأنا بعد صغيرة. كنت أشعر بضياع أيامي. كثيراً ما كنت أسمع بأن امرأة مطلقة أو أرملة هي امرأة بدون مستقبل

## وصلات خارجية
- (د.عبد الله الشارف): تقليد الأدب الجنسي عند الروائي الفرنكوفوني المغربي الطاهر بن جلون
- قـراءة في أدب الطاهر بن جلـون - 2 (بقلم: خالـد امشـوف).